# Clube Desportivo Trofense
O Clube Desportivo Trofense é um clube português, localizado na cidade da Trofa, distrito do Porto. O clube foi fundado em 1930 e o seu atual presidente é Hugo Ferreira. Na época 2007/08, ganhou a Liga de Honra, que lhe permitiu a subida à primeira liga portuguesa.
Atualmente disputa os seus jogos no Estádio do Clube Desportivo Trofense.
No dia 06/06/2021 ganhou ao Club Football Estrela da Amadora a final do Campeonato de Portugal no Estádio Cidade de Coimbra garantido o título do referido campeonato depois de ter garantido a subida à Segunda Liga.

## História
A fundação do Clube Desportivo Trofense data de 1927. A atividade desportiva iniciou-se nos terrenos do atual Parque da Nossa Sr.ª das Dores, em 1927, tendo o recinto de jogos sido batizado de “Campo da Capela”.
A partir de Março de 1929, este recinto começou a ser utilizado pelo recém criado “Sporting Club da Trofa” que ali disputou o seu primeiro desafio de futebol, frente ao Sporting Club Tirsense, vencendo este pelo resultado de 6-3. Os jogos oficiais estavam vetados ao “Sporting Club da Trofa” por este agrupamento não possuir parque de jogos. Porém, esta situação foi ultrapassada no ano de 1930 com a construção do Campo do Catulo, inaugurado no dia 12 de Outubro, e com a sua filiação à Associação Futebol do Porto, um mês antes, com denominação atual.
No dia 12 de Outubro de 1930 iniciou-se a 2ª fase da história do clube, com a inauguração do parque de jogos do Catulo. Na solene inauguração do campo, o Trofense teve como adversário o Fluvial Vilacondense, vencendo pelo “score” de 5-2 sob as ordens do treinador Júlio Cardoso. Ao final da época 30/31, a equipa conquistou o título de campeã do concelho de Santo Tirso, porém sem ascender no campeonato distrital da AFP, uma vez que não obteve a pontuação necessária no torneio inter-campeões concelhios.
Em 1933, a colectividade entra em declínio, com os jogadores e a massa associativa a desinteressarem-se pelo desporto. Os primeiros não aparecem aos treinos e os assistentes comparecem no campo em número reduzido. Nem as competições desportivas, traduzidas na sua maioria por vitórias, ajudaram a libertar a colectividade da crise que a minava. Em 1934, o Clube Desportivo Trofense conseguiu pela terceira vez vencer o campeonato do concelho.
Sem parque de jogos, por falta de pagamento de renda, sem massa associativa e sem atletas o Trofense suspende a prática desportiva a nível concelhio e promocionário, não inscrevendo a sua equipa nos campeonatos a partir da época de 35/36. Esta situação manteve-se por cerca de 15 anos, porém, neste tempo, a prática desportiva não deixou de prosseguir, graças a Américo Campos e um punhado de desportistas.
Em 1950, no dia 24 de Dezembro é inaugurado o actual parque de jogos; desde então, até à época 01/02, o Trofense tem vindo a disputar os campeonatos regularmente, cumprindo o calendário anual.

### Diferendo "Varzim-Trofense"
No Verão quente de 1993, a Trofa viveu tempos difíceis, tendo os populares revoltando-se contra a decisão do Conselho de Justiça da Federação Portuguesa de Futebol. Uma vez, que este havia determinado que o jogo Varzim x Trofense tinha de ser repetido. O jogo já se tinha realizado em Marco de Canaveses, por interdição do estádio do Varzim, após decisão do mesmo órgão da Federação, quando o Trofense havia vencido por 1 x 0.
Com a reprovação da proposta de alargamento da 2ª divisão B e a não restituição ao Varzim dos pontos perdidos pela desclassificação do Valpaços, o Varzim encontrava-se no final do campeonato num lugar de despromoção e assim iria jogar na próxima temporada na 3ª divisão. Mas, não se sabe o porquê e como, a 1ª secção do Conselho de Justiça deu provimento do recurso do Varzim e mandou repetir o jogo na Póvoa. É de referir que, neste jogo, que o Conselho de Justiça mandou repetir, o vencedor ficaria no mesmo escalão e o derrotado iria disputar a 3ª divisão. Após as manifestações na Trofa, Porto (Associação Futebol do Porto) e Lisboa (Federação Portuguesa de Futebol) o Conselho de Justiça dá como reprovado o recurso que o Clube Desportivo Trofense apresentou, considerando este último a repetição do jogo ilegal. Os sócios em assembleia geral decidem a não comparência do Trofense no jogo da Póvoa e assim disputar a 3ª divisão, série B na época seguinte. Na assembleia geral obtiveram-se os seguintes resultados: - votos entrados 612; Sim à 3ª divisão 429; Sim à 2ª divisão 183.
Destaca-se em todo este processo os violentos confrontos dos populares com Guarda Nacional Republicana, sendo o ponto alto destes confrontos uma assembleia geral do Clube na qual se decidia a comparência ou não ao jogo da Póvoa, no quartel dos Bombeiros Voluntários de Trofa

## Futebol

### Cronologia[5]
- 1927 - Jovens trofenses começam a jogar futebol no "Campo da Capela";
- 1929 - Criação do "Sporting Club da Trofa";
- Setembro de 1930 - Filiação do Clube Desportivo Trofense;
- 12 de Outubro de 1930 - Inauguração do Campo do Catulo;
- 1930/31 - Campeão do concelho de Santo Tirso;
- 1935/36 - Encerramento das actividades da colectividade;
- 10 de Outubro de 1950 - Alvará de novo parque desportivo pelo Ministério da Educação;
- 24 de Dezembro de 1950 - Ressurgimento do clube com inauguração do actual porque desportivo;
- 25 de Janeiro de 1951 - Aprovação de estatutos pela assembleia-geral da colectividade;
- 1965/66 - Trofense campeão da 3.ª Divisão distrital, ascendendo à 2.ª Divisão Distrital;
- 1977/78 - Trofense campeão da 2.ª Divisão distrital, ascendendo à 1.ª Divisão Distrital;
- 1983/84 - Trofense sobe à 3.ª Divisão Nacional;
- 1985/86 - Trofense sobe à 2.ª Divisão Nacional;
- 1987 - Trofense considerado pessoa colectiva de utilidade publica por decreto-lei 460/77 do Diário da República de 23 de Setembro;
- 1990/91 - Trofense desce à 3.ª Divisão Nacional;
- 1992/93 - Trofense campeão Nacional da 3ª Divisão;
- 1993/94 - Trofense desce à 3.ª Divisão, atacado pelo sistema, graças ao "Caso Varzim";
- 1996/97 - Trofense sobe à 2.ª Divisão B Zona Norte
- 1997/98 - Trofense consegue terceiro lugar na 2.ª Divisão B Zona Norte;
- 2000/01 - Trofense desce à 3.ª Divisão Nacional;
- 2002/03 - Trofense regressa à 2.ª Divisão Nacional;
- 2005/06 - Trofense garante Subida à Liga de Honra;
- 2006/07 - Trofense obtém o 11º lugar na liga de Honra;
- 2007/08 - Trofense campeão Nacional da Liga de Honra e conquista lugar entre os grandes do futebol português.
- 2008/09 - Trofense desce à Liga de Honra (2ª divisão);
- 2014/15 - Trofense desce ao Campeonato de Portugal;
- 2020/21 - Trofense é campeão do Campeonato de Portugal e sobe à Segunda Liga;
- 2022/23 - Trofense desce à Liga 3 (antigo Campeonato de Portugal);

### Classificações
| Temporada | I   | II | II B | III | AF | Pontos | Jornadas | V   | E   | D   | G.M. | G.S. | Diff. |
| 2008-2009 | ... |    |      |     |    | ...    | ...      | ... | ... | ... | ...  | ...  | ...   |
| 2007-2008 |     | 1  |      |     |    | 52 pts | 30       | 13  | 13  | 4   | 35   | 22   | +13   |
| 2006-2007 |     | 11 |      |     |    | 36 pts | 30       | 9   | 9   | 12  | 27   | 26   | +1    |
| 2005-2006 |     |    | 1    |     |    | 52 pts | 26       | 15  | 7   | 4   | 45   | 22   | +23   |
| 2004-2005 |     |    | 15   |     |    | 49 pts | 38       | 13  | 10  | 15  | 46   | 48   | -2    |
| 2003-2004 |     |    | 5    |     |    | 55 pts | 36       | 15  | 10  | 11  | 51   | 46   | +5    |
| 2002-2003 |     |    |      | 2   |    | 70 pts | 34       | 20  | 10  | 4   | 58   | 32   | +26   |
| 2001-2002 |     |    |      | ... |    | ...    | ...      | ... | ... | ... | ...  | ...  | ...   |
| 2000-2001 |     |    | 18   |     |    | 41 pts | 38       | 10  | 11  | 17  | 35   | 53   | -18   |
| 1999-2000 |     |    | 10   |     |    | 44 pts | 34       | 12  | 8   | 14  | 47   | 53   | -6    |
| 1998-1999 |     |    | 4    |     |    | 62 pts | 34       | 17  | 11  | 6   | 49   | 33   | +16   |

### Histórico
| Competições      | Nº Presenças                        | Títulos |
| ---------------- | ----------------------------------- | ------- |
| Primeira Liga    | 1 (Garantiu o acesso em 04/05/2008) | -       |
| Segunda Liga     | 2                                   | 1       |
| II Divisão B     | 13                                  | -       |
| III Divisão      | 9                                   | 1       |
| Taça de Portugal | 25                                  | -       |
| Taça da Liga     | 1                                   | -       |

### Curiosidades

#### 2ª Liga / Liga de Honra
| Classificação | Posição | Temporada   |
| ------------- | ------- | ----------- |
| Melhor        | 1º      | (2007/2008) |
| Pior          | 11º     | (2006/2007) |

#### Taça de Portugal
| Classificação | Eliminatória                | Temporada   |
| ------------- | --------------------------- | ----------- |
| Melhor        | 4ºs de Final com o Sporting | (1991/1992) |

#### Taça da Liga
| Classificação | Eliminatória    | Temporada   |
| ------------- | --------------- | ----------- |
| Melhor        | 2ª Eliminatória | (2007/2008) |

## Quadro dos Presidentes
| - Manuel da Costa Azevedo: 1930 - 1949 - Américo Campos: 1950 - 1956 - Ilídio Baptista Alves Carneiro: 1957 - Engº. Afonso Dias Padrão: 1958 - 1959 - David da Silva Monteiro: 1960 - 1961 - Sílvio Teles Almeida: 1962 - Serafim de Sousa Dinis: 1963 - Eduardo Silva Campos: 1964 - 1966 - António José Leitão: 1967 - 1968 - António Duarte da Costa Pereira: 1974 - Eugénio Fernandes Gomes: 1975 - 1977 - Manuel da Silva Pontes: 1978 - Delbarque da Costa Dias: 1979 - 1980 | - Jorge Almeida Azevedo: 1981 - Mário Pinto Ribeiro: 1982 - Luís Manuel Silva e Sá: 1983 - Júlio de Azevedo Oliveira: 1984 - Joaquim Rodrigues Oliveira: 1985 - 1986 - Carlos Alberto Ramos da Rocha: 1987 - Luís Manuel Silva e Sá: 1988 - Serafim dos Santos Tedim: 1989 - 1992 - João de Castro Gomes: 1994 - Valeriano Santos Guedes: 1995 - José Manuel Lima da Costa (Leitão): 1996 - 2005 - Rui Manuel Martins Azevedo Silva: 2006 - 20.. |  |

## Palmarés
- Campeão do Concelho de Santo Tirso - 1930/31
- Campeão da 3ª Divisão AF Porto - 1965/66
- Campeão da 2ª Divisão Distrital - 1977/78
- Campeão da 3ª Divisão Nacional - 1991/92
- Vice-Campeão da 2ª Divisão Nacional - 2005/06
- Campeão da Liga de Honra - 2007/08
- Campeonato de Portugal - 2020/21